# Martin et Léa
Pour les articles homonymes, voir Martin et Lea.
Pour plus de détails, voir Fiche technique et Distribution.

Martin et Léa est un film français réalisé par Alain Cavalier, sorti en 1979.

## Synopsis
Martin et Léa se sont rencontrés par hasard. Lui travaille dans une usine et elle est entretenue par Lucien, à qui et en échange de quoi elle « fournit » des copines. Martin tombe amoureux d'elle mais se confronte très rapidement à son univers réducteur et oppressant. Laisser la place à un amour vrai et torride va alors être leur combat à condition de pouvoir transcender leurs styles de vie si différents et si divergents.

## Fiche technique
- Réalisation : Alain Cavalier
- Scénario : Alain Cavalier, Isabelle Ho et Xavier Saint-Macary
- Producteurs : Danièle Delorme et Yves Robert
- Montage : Joëlle Hache
- Photographie : Jean-François Robin
- Assistants réalisateurs : Patrick Dewolf et Georges Manuélis
- Son : Alain Lachassagne
- Mixeur du son : Claude Villand
- Genre : Comédie dramatique
- Pays :  France
- Durée : 1h20
- Sortie en salle en France le 31 janvier 1979

## Distribution
- Isabelle Ho : Léa
- Xavier Saint-Macary : Martin
- Cécile Le Bailly : Viviane
- Richard Bohringer : Lucien
- Louis Navarre : Wolf
- François Berléand : l'inspecteur
- Zina Delouange : Leïla
- Valérie Quennessen : Cléo
- Marie-France Duffaut
- Pham Quang Tri

## Autour du film
- Premier rôle au cinéma pour François Berléand.
- Nomination aux Césars 1980 pour Alain Lachassagne dans la catégorie Meilleur son
- Xavier Saint-Macary et Isabelle Ho auront une fille ensemble. Tous deux mourront prématurément, Xavier Saint-Macary en 1988 d'une crise cardiaque et Isabelle Ho en 1991 des suites du SIDA[1].